# Скулкил
Скулкил (енгл. Schuylkill River) је река која протиче кроз САД. Дуга је 217 km. Протиче кроз америчку савезну државу Пенсилванију. Улива се у реку Делавер.